# San Felice sul Panaro (stacja kolejowa)
San Felice sul Panaro (wł: Stazione di San Felice sul Panaro) – stacja kolejowa w San Felice sul Panaro, w regionie Emilia-Romania, we Włoszech. Znajdują się tu 2 perony.